# Antes (Portugal)
Antes ist ein Ort und eine ehemalige Gemeinde (Freguesia) im portugiesischen Kreis Mealhada. Die Gemeinde hatte 924 Einwohner (Stand 30. Juni 2011).
Am 29. September 2013 wurden die Gemeinden Antes, Mealhada und Ventosa do Bairro zur neuen Gemeinde União das Freguesias da Mealhada, Ventosa do Bairro e Antes zusammengeschlossen.